# یواس‌اس ادک (اس‌پی-۲۵۸۹)
یواس‌اس ادک (اس‌پی-۲۵۸۹) (به انگلیسی: USS Ahdeek (SP-2589)) یک کشتی است که طول آن ۳۸ فوت (۱۲ متر) می‌باشد. این کشتی در سال ۱۹۱۶ ساخته شد.